# Calymperopsis viguieri
Calymperopsis viguieri là một loài rêu trong họ Calymperaceae. Loài này được Thér. Broth. mô tả khoa học đầu tiên năm 1925.